# قلب (استان تلاس)
قلب (به قرقیزی: Калба، قالبا) یک روستا در قرقیزستان است که در شهرستان تلاس واقع شده‌است. قلب ۱٬۳۱۹ نفر جمعیت دارد و ۱٬۷۹۴ متر بالاتر از سطح دریا واقع شده‌است.